# Un petic de cer
Un petic de cer este un film românesc din 1984 regizat de Francisc Munteanu. Rolurile principale au fost interpretate de actorii Gheorghe Cozorici, Gheorghe Dinică și Ovidiu Iuliu Moldovan.

## Distribuție
Distribuția filmului este alcătuită din:
- Gheorghe Cozorici — ing. Mihai Borza, directorul grupului de șantiere
- Gheorghe Dinică — Grozea, instructorul Comitetului Județean de Partid Hunedoara
- Ovidiu Iuliu Moldovan — ing. Zaharia, președintele Consiliului Oamenilor Muncii și secretarul organizației de partid a grupului de șantiere (menționat Ovidiu-Iuliu Moldovan)
- Jean Constantin — Gică, mecanic auto, șoferul directorului
- Stela Popescu — Gina Săceanu, secretara grupului de șantiere
- Mircea Diaconu — Ion Panait, inginer hidrotehnician stagiar originar din Suceava
- Constantin Diplan — inginer hidrotehnician, fost coleg al ing. Borza, inspector în centrala Ministerului Energiei Electrice
- Diana Lupescu — Stela, educatoare la căminul de copii al șantierului
- Ion Marinescu — Secoșan, secretarul cu probleme economice al Comitetului Județean de Partid Hunedoara
- Cristina Deleanu — Irina Borza, soția directorului
- Enikö Szilágyi — reportera cu probleme economice de la TVR
- Sebastian Papaiani — un muncitor zidar care se angajează pe șantier ca faianțar
- Ovidiu Schumacher — un muncitor zidar care se angajează pe șantier ca faianțar
- Zephi Alșec — ing. Varlam, șeful comisiei de inspecție din centrala Ministerului Energiei Electrice
- Amza Pellea — ministrul energiei electrice
- Zoltán Vadász — Moise Pleșanu, maistru hidrotehnician, prieten vechi al ing. Borza
- Alexandru Lungu — Petre Mihăilă, inginer hidrotehnician, vechi coleg de muncă al ing. Borza
- Hamdi Cerchez — Florin Caisă, funcționar la Antrepozitele Dițești
- Gheorghe Nicolae
- Liviu Oros — maistru hidrotehnician
- Mihai Clita
- Teodor Marinescu — ing. Stăncuț, proiectantul șef al hidrocentralei, membru al comisiei de inspecție
- Diana Petrescu
- Mircea Zabalon
- Sebastian Tașcă
- Florica Dinicu[2]
- Gioni Dimitriu
- Atanase Roșca
- Traian Petruț
- Vasile Moraru
- Ion Strat
- Constantin Popescu
- Teodor Marin
- Florica Văcărescu
- Ion Neacșu
- Daniel Radu
- Dumitru Chesa — ing. Stoica, șef de schimb pe șantierul hidrocentralei (nemenționat)

## Coloana sonoră
Coloana sonoră include melodia „Un petec de cer” (cu alt titlu decât filmul), compusă de Temistocle Popa și interpretată de Mirabela Dauer.